# Kokkoloba gronowa

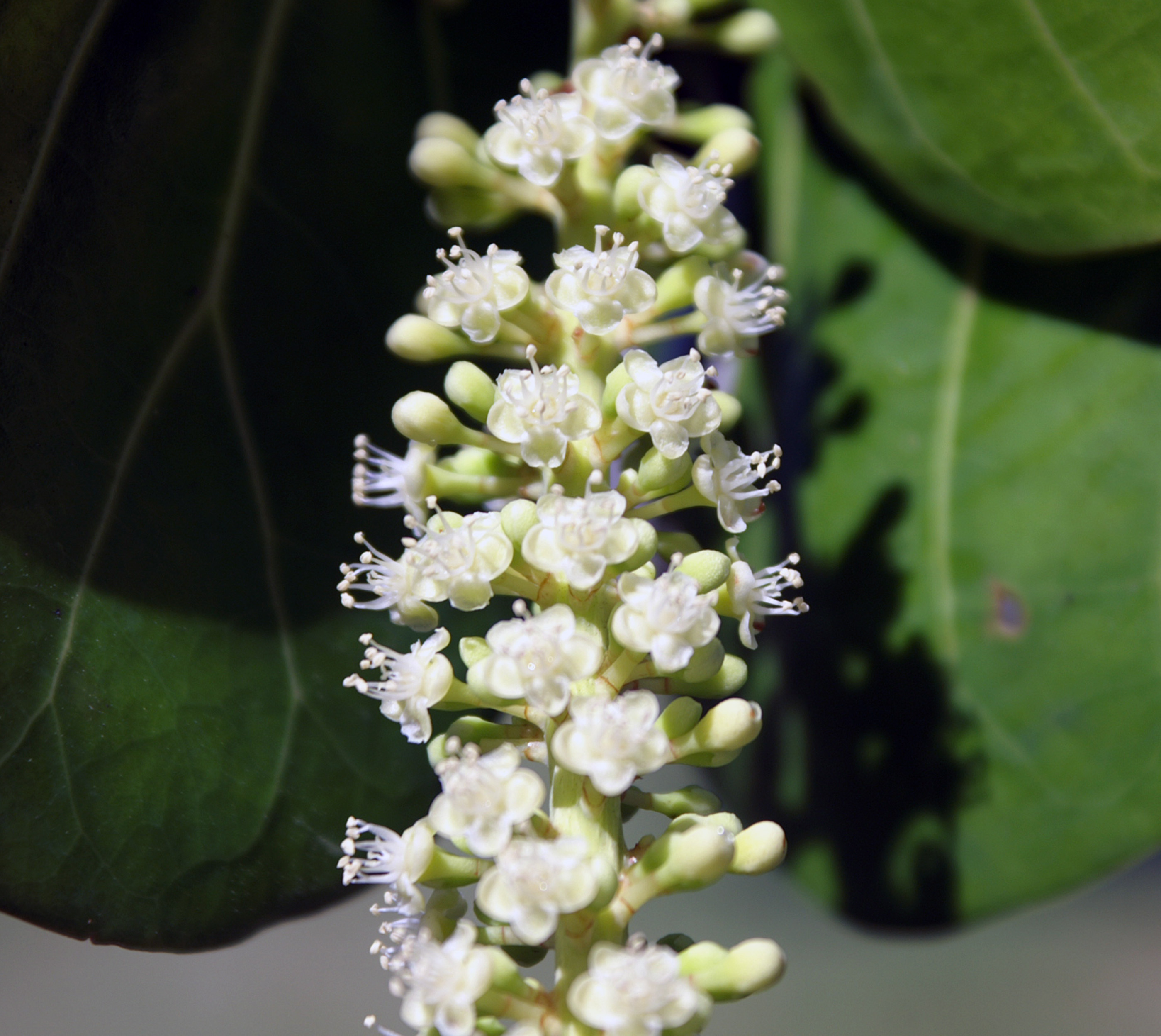
Kwiatostan

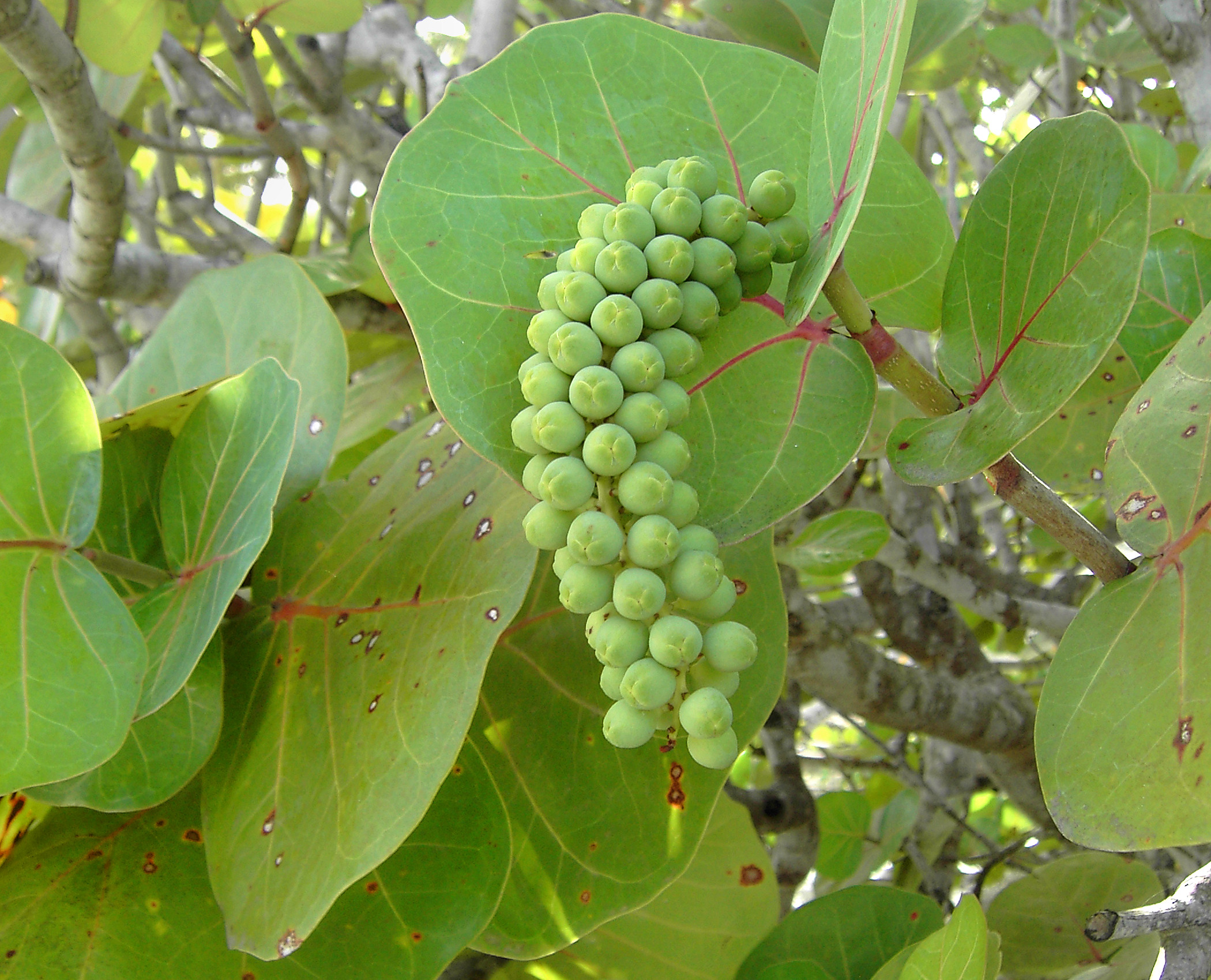
Owoce

Kokkoloba gronowa (Coccoloba uvifera) – gatunek roślin z rodziny rdestowatych, pochodzący z wybrzeży tropikalnej części Ameryki.

## Morfologia
PokrójDrzewo o krótkim i krzywym pniu i rozłożystej koronie. Rośnie zazwyczaj tuż przy plaży, stąd popularna nazwa "morskie winogrono".
LiścieNaprzemianległe, szerokookrągławe, średnicy do 25 cm, krótkoogonkowe, z krótką błoniastą rurką u nasady ogonka.
KwiatyMałe, kremowobiałe, zebrane w długie, smukłe grona długości do 30 cm.
OwoceOkrągławe, średnica do 2 cm, w zwisających gronach. Łatki okwiatu nadal widoczne na owocu. Miąższ słodko-kwaśny, szklisty. Jedno jajowate nasiono.

## Zastosowanie
- Owoce jadalne na surowo, a także wykorzystywane do wyrobu soków, galaretek i wina.